# Bodódromo
O Bodódromo é um complexo gastronômico localizado em Petrolina, município do interior do estado de Pernambuco.
Foi inaugurado em 6 de setembro de 2000, durante a gestão do prefeito Guilherme Coelho. Ocupando uma área de quase 30 mil m2 (3 hectares), é formado por 10 restaurantes que, além da carne de bode, oferecem diversos pratos à base de carneiro, como linguiça, buchada, sarapatel, pizza, cozido e assado.